# Metaprogrammeren
Metaprogrammeren is het schrijven van computerprogramma's die andere programma's kunnen lezen, genereren, analyseren en/of transformeren.
Sommige metaprogramma's kunnen zichzelf aanpassen terwijl deze actief zijn. In enkele gevallen van metaprogrammeren stelt het programmeurs in staat om minder broncode te gebruiken dan normaal, en dus is er ook minder tijd nodig om een programma te schrijven. De programmeertaal waarin een metaprogramma wordt geschreven noemen we meestal metataal. De taal van de programma's die gemanipuleerd worden noemen we objecttaal.